# گریت والدینگفیلد
گریت والدینگفیلد (به انگلیسی: Great Waldingfield) یک روستا و محله مدنی در بریتانیا است که در Babergh واقع شده‌است. گریت والدینگفیلد ۱٬۴۳۱ نفر جمعیت دارد.